# Шопрон жупанија (бивша)
Жупанија Шопрон (мађ. Sopron vármegye, лат. Comitatus Soproniensis) је била административна жупанија Краљевине Мађарске. Њена територија је сада подељена између Аустрије и Мађарске. Главни град округа био је Шопрон.

## Географија
Жупанија Шопрон је делила границе са аустријском земљом Доњом Аустријом и тадашњим мађарским жупанијама Мошон, Ђер, Веспрем и Ваш. У округу је било језеро Нежидер (мађ. Fertő tó, немачки: Neusiedler See). Површина жупаније је 1910. године износила око 3.256 km².

## Историја
Шопронска жупанија је била једна од првих жупанија у мађарској краљевини. Жупанију је основао краљ Свети Стефан I у време оснивања државе и уређења краљевског жупанијског система, са Шопронваром као центром, на територији поседа породице Ошл.
Године 1920. Тријанонским уговором западни део жупаније улази у састав Аустрије, док је источни део у састав Мађарске. Године 1921. референдумом је одлучено да се град Шопрон и осам околних насеља придруже Мађарској уместо Аустрији.
Године 1950. жупанија Шопрон се спојила са жупанијом Ђер-Мошон и формирала жупанију Ђер-Шопрон, док је мали део жупаније Шопрон припао округу Ваш. Жупанија је 1990. преименована у округ Ђер-Мошон-Шопрон.

## Демографија

### 1900
Године 1900. у жупанији је живело 279.796 људи и састојало се од следећих језичких заједница:
Укупно:
- мађарски: 136,616 (48.8%)
- немачки: 109.369 (39.1%)
- хрватски: 31.317 (11,2%)
- словачки: 505 (0,2%)
- румунски: 22 (0,0%)
- српски: 12 (0.0%)
- русински: 4 (0,0%)
- Остало или непознато: 1.951 (0.7%)

По попису становништва из 1900. године, жупанију су чиниле следеће верске заједнице:
Укупно:
- римокатолици: 235.390 (84,1%)
- Лутерански: 33.924 (12,1%)
- Јеврејски: 9.736 (3,5)
- Калвинисти: 641 (0,2%)
- гркокатолици: 53 (0,0%)
- Грци православци: 26 (0,0%)
- Унитаријанци: 15 (0,0%)
- Остало или непознато: 11 (0,0%)

### 1910
Године 1910. у жупанији је живело 283.510 становника и састојало се од следећих језичких заједница:
Укупно:
- мађарски: 141.011 (49,7%)
- немачки: 109.160 (38,5%)
- хрватски: 31.004 (10,9%)
- словачки: 397 (0,1%)
- румунски: 33 (0,0%)
- српски: 15 (0.0%)
- русински: 4 (0,0%)
- Остало или непознато: 1.886 (0,7%)

По попису становништва из 1910. године, жупанију су чиниле следеће верске заједнице:
Укупно:
- римокатолици: 239.578 (84,5%)
- Лутерани: 34.820 (12,3%)
- Јевреји: 8,192 (2,9)
- Калвинисти: 743 (0,3%)
- гркокатолици: 93 (0,0%)
- Грци православци: 50 (0,0%)
- Унитаријанци: 27 (0,0%)
- Остало или непознато: 7 (0,0%)

## Под одељења жупаније
Почетком 20. века, Шопрон жупанија је била подељена на округе и оне су биле:
| Окрузи (járás)                                  | Окрузи (járás)                    |
| Округ                                           | Центар округа                     |
| ----------------------------------------------- | --------------------------------- |
| Чепрег                                          | Чепрег                            |
| Чорна                                           | Чорна                             |
| Фелшепуља                                       | Фелшепуља, Аустрија Оберпулендорф |
| Капувар                                         | Капувар                           |
| Кишмартон                                       | Кишмартон, Аустрија Ајзенштат     |
| Нађмартон                                       | Нађмартон, Аустрија Матерсбург    |
| Шопрон                                          | Шопрон                            |
| Урбани округ (градови са законским овлашћењима) |                                   |
| Шопрон                                          |                                   |
| Урбани окрузи (град са организованим већем)     |                                   |
| Кишмартон, Аустрија Ајзенштат                   |                                   |
| Руст, Аустрија Руст                             |                                   |

Ајзенштат, Матерсбург, Руст и Оберпулендорф сада су у Аустрији.